# 福清元洪高级中学
福清元洪高级中学，简称‘’‘元洪中学’‘’，是1986年于中华人民共和国福建省福清市成立的一所完全中学。

## 学校历史
- 1986年9月，印尼林氏集团两大股东林绍良和林文镜计划在福清县捐资建造一所师范专科学校。学校命名则由两位华侨的父亲姓名各取一字（林绍良之父名林元载，林文镜之父名林洪宽），最后定名为福建省福清元洪师范学校。
- 2002年，经福建省教育厅批准，元洪师范改制为普通高级中学，定名”福建省福清元洪高级中学“，简称”元洪中学“。
- 2006年2月，学校被评为福建省三级达标高级中学[1]
- 2011年9月，学校被评为福建省二级达标高级中学